# Serie in Schwarz
Serie in Schwarz (französischer Titel: Suite Noire) ist der Name einer französischen TV-Film-Reihe mit Kriminalfilmen in der Tradition des Film noir, Psycho- und Polizeithrillers. Die Serie wurde ab dem 19. März 2011 in jeweils zwei Folgen vom deutsch-französischen Kulturkanal ARTE ausgestrahlt. Die TV-Filme basieren auf Buchtiteln der gleichnamigen Buch-Edition, die im Pariser Verlag Editions La Branche erschienen sind.

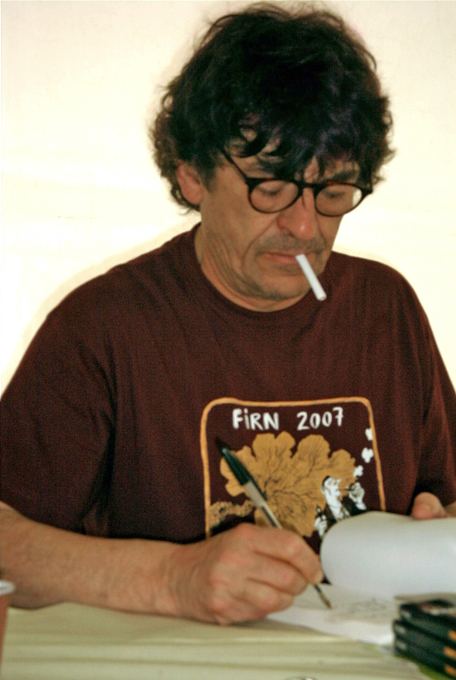
Jean-Bernard Pouy (2007)

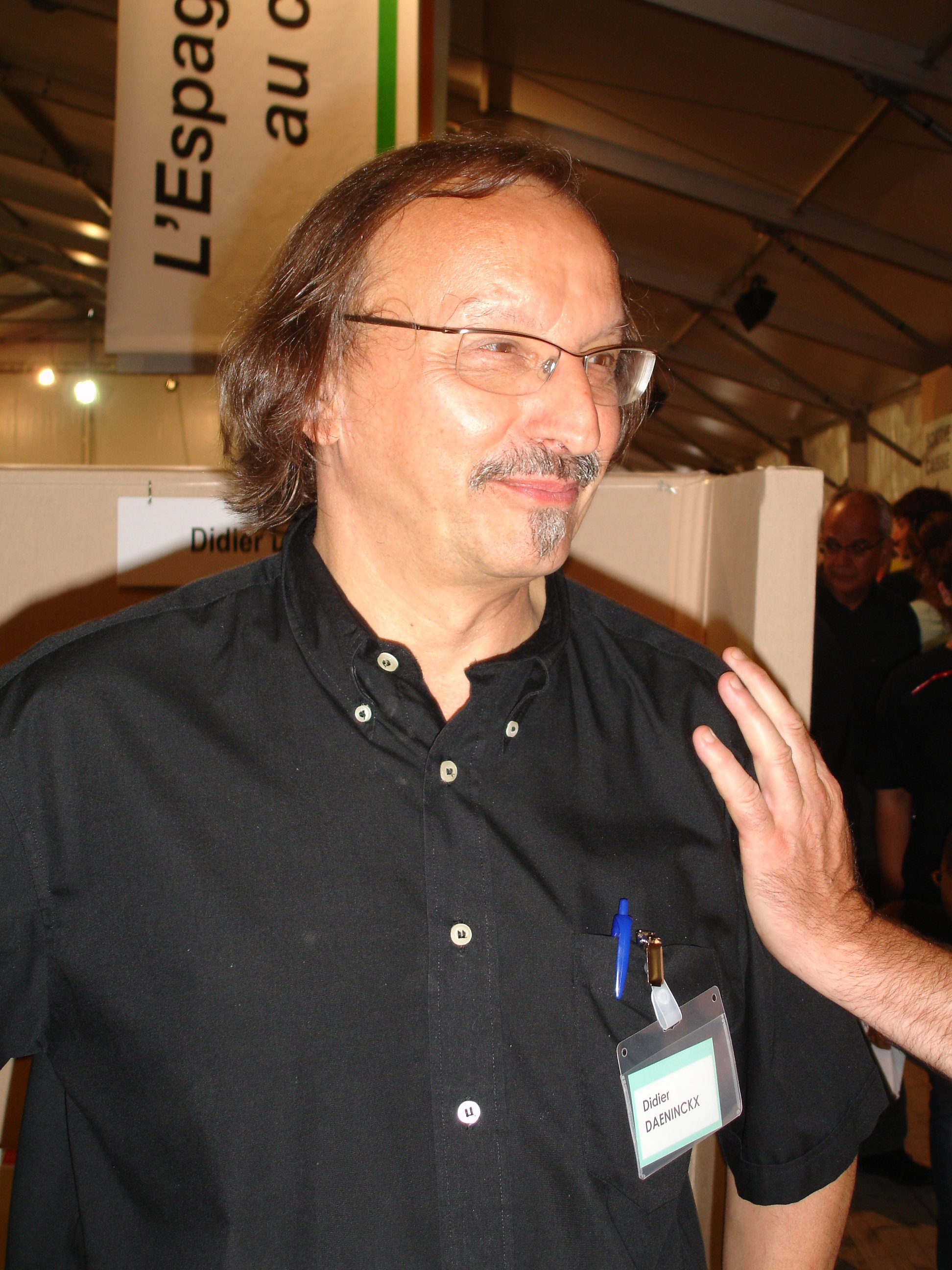
Didier Daeninckx (2006)

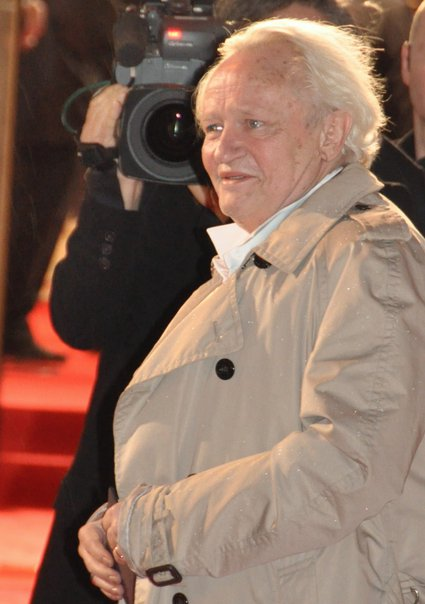
Niels Arestrup (César-Verleihung 2010)

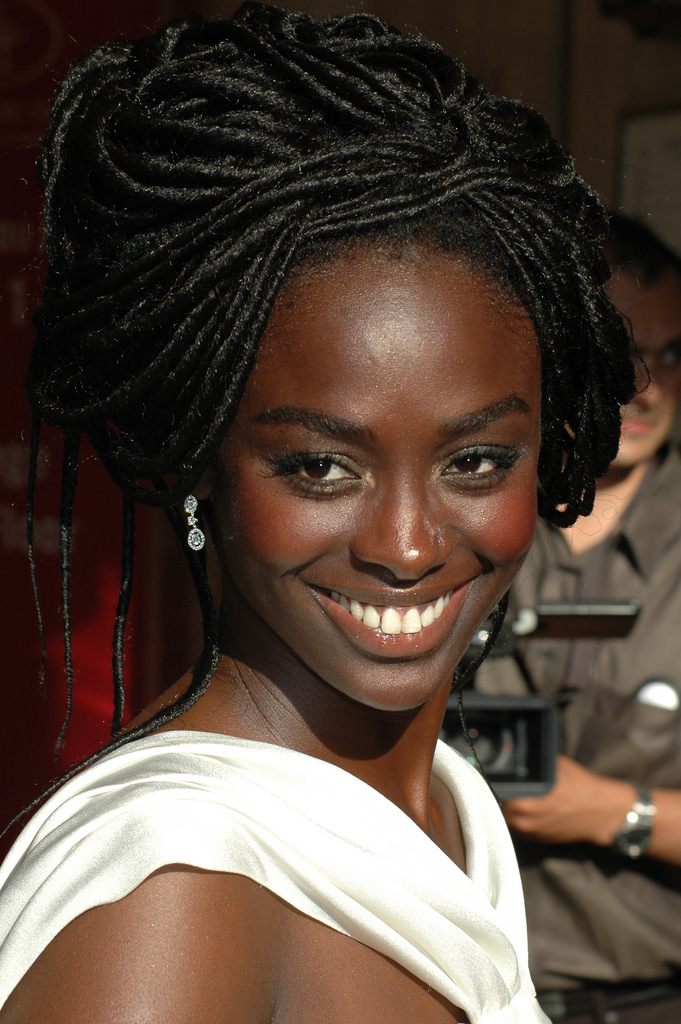
Aïssa Maïga (Filmfestspiele von Cannes 2007)

## Konzept
Die insgesamt acht Filme von Suite Noire (deutscher Titel: Serie in Schwarz) basieren auf der gleichnamigen Krimireihe, die der französische Krimiautor Jean-Bernard Pouy für den Pariser Verlag Editions La Branche herausgab. In der Buchreihe erschienen von 2006 bis einschließlich 2010 36 Titel bekannter und auch weniger bekannter französischer Thriller-Autoren – unter anderem Didier Daeninckx, Jean-Bernard Pouy selbst, Marc Villard, Laurent Martin, François Barcelo und Chantal Pelletier. Vorbilder der Romane waren klassische Pulp-, Hardboiled-, Polizeithriller und Noir-Titel der 1940er bis 1990er, unter anderem They Shoot Horses, Don’t They? (Nur Pferden gibt man den Gnadenschuß) von Horace McCoy (1935), Down There (Schießen Sie auf den Pianisten) von David Goodis (1956) und The Dead Heart von Douglas Kennedy (1994). Die Buchreihe verstand sich vor allem als Hommage an die Tradition härterkalibriger Krimis. Im Mittelpunkt stand weniger der Nostalgiegedanke, sondern vielmehr die Überlegung, die Noir-Tradition mit zeitgemäßen französischen Titeln fortzuführen. Zusätzliche Besonderheit ist, dass die Reihe auch vom knappen Seitenumfang her (in der Regel um die 100 Seiten) dem Format der klassischen Crime Novel Rechnung trägt.
Im Rahmen der Serie-in-Schwarz-Reihe verfilmt wurden bislang acht der Titel. Das Konzept der Filmreihe (französisch wie die Buchreihe Suite Noire, auf Deutsch Serie in Schwarz) beinhaltete acht eigenständige Filme von unterschiedlichen Regisseuren mit jeweils abgeschlossenen Romanhandlungen. Verfilmt wurden bislang die acht Buchtitel Nächste Ausfahrt Mord von Colin Thibert, Schießen Sie auf den Weinhändler von Chantal Pelletier, Papas Musik von José-Louis Bocquet, Nur DJs gibt man den Gnadenschuß von Didier Daeninckx, Die Königin der Pfeifen von Laurant Martin, Das Tamtan der Angst von Romain Slocombe, Landungsbrücke für Engel von Patrick Raynal und Die Stadt beißt von Marc Villard. Produziert wurde die Reihe von Agora Films für France 2. Erstausstrahlender deutscher Sender war der Kulturkanal ARTE. Die Ausstrahlung erfolgte – im Doppelpack mit jeweils zwei Filmen – ab Samstag, dem 19. März 2011 im ARTE-Abendprogramm. Zusätzlich bereitgestellt wurde ein Wiederholungs-Sendetermin im Nachtprogramm.
Die Länge der einzelnen Folgen liegt mit 60 bzw. 65 Minuten über derjenigen normaler Serienfolgen (45 bis 50 Minuten), bleibt umgekehrt jedoch deutlich unter der Standard TV-Filmlänge von 90 Minuten. Ästhetik und Dramaturgie sind zwar nicht in einem einheitlichen Stil gehalten. Insgesamt dominiert jedoch eine kühle, lakonische, in der Erzählweise manchmal sarkastische Darstellungsweise. Bei rund der Hälfte der Filme wird der Plot durch eine Erzählerstimme aus dem Off vorangetrieben – wobei es sich bei dem Erzähler oder der Erzählerin meist um die oder eine Hauptfigur der jeweiligen Geschichte handelt. Gewaltdarstellung und Drastik bewegen sich eher im oberen Bereich des Gesamtgenres. Die FSK-Freigabe erfolgte mit dem Etikett FSK-16.
Die Pressereaktionen auf Serie in Schwarz lagen eher im verhaltenen Bereich. Zwar wurde die Serie in einigen Programmzeitschriften mit positiven Tipps bedacht. Größere Resonanzen – positiver wie negativer Natur – konnte Serie in Schwarz in Deutschland bislang nicht erzielen. Die DVD-Box zur Serie, erschienen in der Edition ARTE, ist seit Ende März 2011 im deutschen Handel erhältlich.

## Die Filme

### Nächste Ausfahrt Mord
Der unscheinbare Biedermann, der zum Mörder wird, ist das Thema des ersten Serie-in-Schwarz-Films. Gabriel Landry, Angestellter in einem Handelsunternehmen, schleppt nach einem Betriebsfest eine junge Praktikantin ab. Die beiden geraten in einen Autounfall, die Praktikantin ist tot. Das Problem: Um seinen Status als Ehemann und glücklicher Familienvater aufrechtzuerhalten und den Verdacht der Polizei zu zerstreuen, muss Landry immer mehr Zeugen und Mitwisser beseitigen. Regie: Laurent Bouhnik, mit Manuel Blanc, Jackie Berroyer und anderen.

### Schießen Sie auf den Weinhändler
Die größte Leidenschaft des 60-jährigen Winzers und Weinhändlers Gérard ist gutes Essen. Als seine Frau seinen Essansprüchen zum wiederholten Mal nicht gerecht wird, erschießt er sie. Die zur Tarnung erfundene Geschichte, sie sei nach Ruanda durchgebrannt, wird ihm abgenommen. Als Ersatz engagiert der Weingut-Patron die junge Streunerin Aline. In seinen Augen ist sie ideal: talentiert, seinen Launen jedoch schutzlos ausgeliefert. Der Showdown zwischen dem Winzer und Aline ist so nur eine Frage der Zeit. Regie: Emmanuelle Bercot, mit Niels Arestrup, Julie-Marie Parmentier und anderen.

### Papas Musik
Richard und Jules machen beide Musik – Vater Richard als Produzent, Sohn Jules als Mitglied einer Band. Jules hat sich schon lange von seinem Vater abgewandt und seine Eltern verlassen. Aufgrund einer Pechsträhne kehrt er zu Richard zurück. Hier muss er feststellen, dass dieser ihm nicht die Fürsorge angedeihen lassen kann, die er sich erwünscht hat. Als Richard von der Band erfährt, ist er allerdings Feuer und Flamme für das neue Projekt – und gerät ins Visier eines Gangsters, der mit ihm noch eine alte Rechnung offen hat. Regie: Patrick Grandperret, mit Antoine Chappey, Léo Grandperret und anderen.

### Nur DJs gibt man den Gnadenschuss
Manu, ein Gefängnisinsasse, wird von der Polizei erpresst und als Informant auf einen dubiosen Radiosender angesetzt. Sein Eintrittsticket in den Sender ist die schöne Christa. Ziel ist es, die Verbindungen zwischen dem Sender und einem Einbrecherring herauszufinden. Für Manu ist dies ein höchst zwiespältiger Job: Nicht nur, dass er all die vergessenen Gefühle wiederentdeckt, die er während der Haft nicht ausleben konnte – unter anderem auch Zuneigung und Verantwortungsgefühl für seinen Sohn. Der sich anbahnende Loyalitäts- und Gefühlskonflikt wirft Manu vollends aus dem Gleichgewicht – vor allem, als sich abzeichnet, dass er von den ihn betreuenden Polizisten lediglich verheizt wird. Regie: Orso Miret, mit Lubna Azabal und François Renaud.

### Die Königin der Pfeifen
Emmanuelle Cyprien wurde seit ihrer Jugend vom Pech verfolgt. Ihr erster Selbstmordversuch – zu Zeiten, als sie noch ein Mann war – war mit sechs. Schließlich bietet sich ihr die Gelegenheit, ihr Schicksal grundsätzlich zum Besseren zu wenden: ein solider Kapitalstock, mit dem sie den Flug sowie die Operation in Bangkok bezahlen kann. ARTE kündigte den Film als schwarzen Psychothriller an: „Guillaume Nicloux' ‚Die Königin der Pfeifen‘ ist eine tragisch-komische Inszenierung einer folgenschweren Entscheidung, die nach Emmanuelles Plan aber – buchstäblich – auf Kosten anderer gehen soll. Das Pech bleibt der Protagonistin allerdings treu, als hätte sie es abonniert – die Spannung reißt nicht ab.“ Regie: Guillaume Nicloux, mit Clément Hervieu-Léger, Yves Verhoeven und anderen.

### Das Tamtam der Angst
Ambroise Fridelance, ein schüchterner Illustrator und Comiczeichner steht im Mittelpunkt dieser Geschichte. Seine wichtigsten Bezugspersonen sind seine querschnittgelähmte Frau und sein Verleger, der ihn an der kurzen Leine hält. Als ein kostbarer Hocker aus Familienbesitz in seine Hände gelangt, sieht Ambroise die Chance, doch noch an ein bisschen Glück und Reichtum zu kommen. Allerdings wird er beim Verkauf hintergangen. Als er merkt, dass er erneut über den Tisch gezogen wurde, fasst er den Entschluss, sich an allen zu rächen. Regie: Claire Devers, mit Clotilde Hesme, Laurent Stocker und anderen.

### Schönheit muss sterben
Eine klassische Private-Eye-Geschichte: Corbucci hat den Job gewechselt und ist anstatt Polizist nunmehr Privatdetektiv. Sein erster, in Marseille spielender Fall, führt ihn in ein Schönheitsstudio, in dem die Mutter seiner Klientin auf ungeklärte Art ums Leben gekommen ist – nach einer Schönheitsoperation. In der Folge entfaltet sich eine klassische Private-Eye-Geschichte – mit Polizisten, die den Fall ebenfalls untersuchen und Corbucci regelmäßig in die Quere kommen und schließlich einem Fall selbst, in dem nichts so ist, wie es zu sein scheint. Regie: Brigitte Rouan, mit Gérard Meylan, Ysae und anderen.

### Die Stadt beißt
Im achten Film der Serie in Schwarz geht es um das Thema Flucht und Arbeitsmigration. Die junge Kongolesin Sarah ist von Brazzaville nach Roissy geflüchtet – zu Zina, ihrer Cousine. Um ihre Schulden abzubezahlen und zu überleben, arbeiten beide als Prostituierte. Sarahs große Leidenschaft ist das Zeichnen, ihr Traum der, irgendwann als Künstlerin arbeiten zu können. Als Zina schließlich ermordet wird und einige Leute auch ihr nachstellen, entschließt sich Sarah, sich mit brachialen Mitteln zu behaupten. Laut ARTE-Filmtext handelt es sich bei Die Stadt beißt um „(…) eine vibrierende Story mit offen ausgelebten Rachegelüsten und makabren Anspielungen auf das problematische Schicksal schwarzer Emigranten. Der Versuch einer Künstlerin, in einer neuen Stadt Fuß zu fassen, zeigt, dass Integration oft brutal erkämpft werden muss.“ Regie: Dominique Cabrera, mit Aïssa Maïga, Samir Guesmi und anderen.